# غوردون بانكس (لاعب كرة قدم أمريكية)
غوردون بانكس (بالإنجليزية: Gordon Banks)‏ هو لاعب كرة قدم أمريكية أمريكي، ولد في 12 مارس 1958 في لوس أنجلوس في الولايات المتحدة.

## وصلات خارجية
- غوردون بانكس على موقع مرجع كرة القدم المحترفة.كوم (الإنجليزية)